# Foum Gleita
Foum Gleita è uno dei nove comuni del dipartimento di M'Bout, situato nella regione di Gorgol in Mauritania. Contava 10.220 abitanti nel censimento della popolazione del 2000.